# Huertea glandulosa
Huertea glandulosa là một loài thực vật có hoa trong họ Staphyleaceae. Loài này được Ruiz & Pav. miêu tả khoa học đầu tiên năm 1802.